# Camí del Riu (la Rua)

El Camí del Riu, respecte del terme d'Abella de la Conca

El Camí del Riu és una pista rural transitable del terme municipal d'Abella de la Conca, a la comarca del Pallars Jussà.
Arrenca del poble de la Rua cap al sud, i va davallant cap al riu, el Rialb, on arriba en quatre quilòmetres. Més de la meitat del seu recorregut s'adreça al nord, pels pendissos que van davallant cap al riu al nord-est de la Rua.

## Etimologia
Es tracta d'un topònim romànic modern, de caràcter descriptiu: aquest camí mena al riu que passa per sota i a llevant de la Rua (el Rialb) des del poble d'aquest nom.